# Håkan Rugeland
Bo Håkan Rugeland, född 25 september 1957 i Spånga församling i Stockholms stad, är en svensk militär.

## Biografi
Rugeland avlade sjöofficersexamen vid Sjökrigsskolan 1983 och samma år civilingenjörsexamen i skeppsbyggnad vid Kungliga Tekniska högskolan i Stockholm. Han utnämndes 1983 till löjtnant vid 1. ubåtsflottiljen och befordrades 1984 till kapten. Åren 1990–1991 gick han Allmänna kursen vid Militärhögskolan och 1991 befordrades han till örlogskapten. Han befordrades till kommendörkapten 1994 och var avdelningsingenjör vid 1. ubåtsflottiljen 1994–1996, varpå han befordrades till kommendörkapten med särskild tjänsteställning 1996 och tjänstgjorde vid Muskö örlogsbas 1996–1999. Åren 1999–2001 var han chef för Kompetenscentrum Integrerat logistikstöd i Tekniskt kompetenscentrum i Försvarets materielverk och 2000 befordrades han till kommendör.
Rugeland var chef för Underhållsavdelningen i Krigsförbandsledningen i Högkvarteret 2001–2004. Åren 2005–2006 var han chef för Marina basbataljonen. Från 2008 var han ställföreträdande chef för Materielavdelningen i Produktionsledningen i Högkvarteret. År 2013 erhöll han en tjänst vid Materielavdelningen i Produktionsledningen i Högkvarteret. Sedan 2015 är Rugeland ställföreträdande projektledare vid Planerings- och ekonomiavdelningen i Ledningsstaben i Högkvarteret, inom ramen för omdaning försvarslogistiken. I denna egenskap var han ansvarig för Försvarsmaktens arbete med att ge ett remissvar på utredningen Logistik för högre försvarsberedskap.

## Utmärkelser och ledamotskap
- Ledamot av Kungliga Örlogsmannasällskapet (LÖS, 1999)[17]
- Ledamot av Kungliga Krigsvetenskapsakademien (LKrVA, 2007)[3]